# Liste von Wurfwaffen
Die Liste von Wurfwaffen listet aus der Gruppe der Fernwaffen historische und moderne Wurfwaffen alphabetisch auf.

## Beschreibung
Bei Wurfwaffen können sich die Wirkungsweisen von Waffentypen oder Arten und deren Bauweisen überlappen. Andere Fernwaffen wie Katapulte, Granat-, Ladungs- oder Raketenwerfer fallen nicht darunter. Es gibt Wurfwaffen, die durch stumpfen Schlag, nach der Art von Schlagwaffe wirken, andere haben Spitzen oder auch Schneiden und verletzen ähnlich wie Stichwaffen. Seltener sind Typen aus der Gruppe der Explosionswaffen oder Brandwaffen. Handgranaten oder von Brandwaffen sind nicht dazu konzipiert durch kinetische Energie zu wirken, sondern durch die mit der Waffenart verbundene Explosion oder Entzündung. Detailangaben zu den einzelnen Waffen finden sich jeweils im Artikel.

## Liste
| Bezeichnung                                                            | Kulturraum                                                       | Beispielbild | Materialien                                   | Kurzbeschreibung aus dem Artikel |
| ---------------------------------------------------------------------- | ---------------------------------------------------------------- | ------------ | --------------------------------------------- | --- |
| Afrikanisches Wurfeisen                                                | Zentralafrika                                                    |              | Metall                                        | Sichelartige, oft mehrklingige Wurf- oder Hiebwaffe, die in verschiedenen Kulturen Zentralafrikas bis ins 20. Jahrhundert verwendet wurde. Wie der australische Bumerang drehen sich wurftaugliche Wurfeisen im Flug um den Massenmittelpunkt. Vielfach sind Wurfeisen jedoch nicht tatsächlich wurftauglich; sie wurden als Statussymbol, Primitivgeld oder als ritueller Gegenstand verwendet. Das Wurfeisen als mehrklingige Wurfwaffe kommt ausschließlich in Zentralafrika vor.                                              |
| Ango                                                                   | Germanen                                                         |              | Holz, Metall                                  | Der Ango (mittelgriechisch ἄγγων angōn, althochdeutsch ango „Haken, Stachel, Spitze“) ist eine germanische Sonderform des Speeres. Der Ango weist Wiederaken auf und ist so konstruiert, dass er sich beim Auftreffen verbiegt. |
| Bola                                                                   | Südamerikanische Jäger und Viehirten, Inuit, Mongolen, Sibierier |              | Seil und Stein, Horn, Holz oder Metall        | Die Bola besteht aus drei Leinen mit einer Länge von je 0,4 bis 1,5 m, die jeweils an einem Ende zu einem dreiarmigen Stern zusammengeknotet sind. Am jeweils äußeren Ende jeder Leine befindet sich ein Gewicht (Stein, Lederbeutel mit Steinen oder Bleischrot). |
| Bumerang                                                               | Aboriginies                                                      |              | Holz                                          | Der Bumerang ist ein traditioneller Wurfstock der australischen Aborigines. |
| Brandfackel                                                            | weltweit                                                         |              | Holz, brennbare Substanzen wie Pech, Baumharz | Eine Fackel mit stark brennbaren Substanzen, um Feuer zu legen. |
| Blendgranate                                                           | weltweit                                                         |              | Metall, Kunststoff, chemische Wirkladung      | Eine Blendgranate oder Schockgranate, auch Flashbang, ist eine Granate, die mit einem lauten Knall (ca. 170–180 dB) und sehr hellem Licht (6–8 Millionen Candela) explodiert. Personen, die sich in der Nähe des Explosionsbereiches aufhalten, werden dabei kurzzeitig orientierungslos, da Seh- und Hörwahrnehmung stark beeinträchtigt werden. |
| Chakra (Wurfscheibe)                                                   | Indien                                                           |              |                                               | |
| Chakram                                                                | Indien, z. B. Siks                                               |              | Metall                                        | Das Chakram (von Sanskrit: चक्र, cakra n., Nom. Sg. cakram, dt.: „Kreis“ oder „Rad“) ist eine Wurfwaffe, die in Indien benutzt wurde. Sie besteht aus einem flachen Metallring mit einem scharfen äußeren Rand von 12 bis 30 cm Durchmesser. |
| Enterdregge                                                            | Europäer                                                         |              | Metall                                        | Eine Enterdregge ist ein an einem Tau befestigter, mehrendiger Haken oder Widerhaken. Die Form ähnelt einem überdimensionierten Angelhaken. Enterdreggen wurden zur feindlichen Schiffsübernahme zusammen mit Enterhaken benutzt. |
| Farbbeutel                                                             | weltweit                                                         |              | Kunststoff                                    | Mit Farbe gefüllter Plastikbeutel, der beim Auftreffen Farbe abgibt. |
| Frame                                                                  | Germanen                                                         |              | Holz, Metall                                  | Die Frame oder Framea ist ein germanischer Wurf- und Nahkampfspieß. |
| Franziska                                                              | Franken                                                          |              | Metall                                        | Die Franziska, auch Franciska (englisch: francisca, französisch: francisque, lateinisch: bipennes / bipennis oder secures / securis), ist eine Sonderform des Wurfbeils, verwendet vor allem von den merowingerzeitlichen Franken. Gegen Ende des 6. Jahrhunderts kam sie außer Gebrauch. Die letzten Funde stammen aus Fundzusammenhängen aus dem 7. Jahrhundert. |
| Funda (Römische Kriegsschleuder), Stockschleuder und andere Schleudern | weltweit                                                         |              | Seil                                          | Die Schleuder ist eine Fernwaffe, die von der Urgeschichte bis ins Hochmittelalter weit verbreitet war. Sie besteht in ihrer einfachsten Form aus einem langen Streifen Leder oder Stoff, der in der Mitte eine kleine Ausbuchtung für das Geschoss aufweist. Der Schleuderer nimmt beide Enden der Schleuder in die Hand, legt ein Geschoss in die Ausbuchtung, schwingt die Schleuder, bis sie eine ausreichend hohe Geschwindigkeit erreicht hat, lässt dann das eine Ende los, und das Geschoss fliegt aus der Schleuder.     |
| Handgranate                                                            | weltweit                                                         | MkII 07      | Metall, chemische Wirkladung                  | Eine Handgranate (Deutschland: HGr, Schweiz: HG) ist eine mit der Hand auf ein Ziel zu werfende Granate. Handgranaten sind mit einer Sprengladung gefüllte und einem Zeit- oder Aufschlagzünder versehene Metall- oder Kunststoffhohlkörper. Zur Steigerung der Splitterwirkung kann die Wandung des Hohlkörpers mit Sollbruchstellen versehen sein oder selbst weitere Metallteile (bspw. Kugeln) enthalten. Manche Modelle wirken durch die Verwendung von Kampfstoffen oder Brandmitteln.                                      |
| Harpune                                                                | weltweit                                                         |              |                                               | Die Harpune ist ein mit Widerhaken ausgestatteter Wurfspieß oder Speer, der bei der Jagd auf Fische und beim Walfang verwendet wird. Die Widerhaken verhindern, dass die aufgespießten Tiere wieder vom Speer rutschen und verloren gehen. |
| Hoeroa                                                                 | Neuseeland                                                       |              | Holz                                          | Die Hoeroa, auch Tata Paraoa, ist eine Wurfwaffe und Keule aus Neuseeland. |
| Indonesischer Trisula                                                  | Indonesien                                                       |              | Stahl                                         | Der Trisula hat drei blattförmige, spitze, zweischneidige Klingen. Die Klingen sind an einem metallenen Klingenkopf befestigt. |
| Katariya                                                               | Indien                                                           |              | Stahl                                         | Der Katariya ist eine Jagd- und Kriegswaffe aus Indien, die in der Funktion dem Bumerang ähnelt. |
| Knobkierie                                                             | südliches und östliches Afrika                                   |              | Holz                                          | Der Knobkierie ist ein aus Hartholz geschnitzter Stock von unterschiedlicher Länge (etwa 70 cm). Das Heft ist rund und glatt geschliffen. Das obere Ende ist zu einer Verdickung ausgeschnitzt, die verschiedene Formen haben kann, etwa die einer Kugel, einer Linse, kantig, eiförmig oder auch als Menschen- oder Tierkopf geformt. Im Kampf benutzt man den Knobkierie als Schlagwaffe im Nahkampf oder auf weitere Entfernungen als Wurfwaffe. Das untere Ende ist oft angespitzt, um es zusätzlich zum Stechen zu benutzen. |
| Kujerung                                                               | Aboriginies                                                      |              | Holz                                          | Die Kujerung (oder Kallak) ist eine australische Wurfkeule, die vom Stamm der Kurnai benutzt wird. |
| Kylie                                                                  | Aboriginies                                                      |              | Holz                                          | Ein Kylie ist ein Wurfholz und gehört zu den Bumerangs. Er wird auch als Jagdbumerang oder nicht-zurückkehrender Bumerang bezeichnet und diente den Aborigines, den Ureinwohnern Australiens, zur Jagd, aber auch zum Graben und als Hacke, als Trommelinstrument und als Spielzeug. Archäologische Funde belegen den Gebrauch solcher Wurfwaffen auch in Gebieten Amerikas, Afrikas, Europas und Asiens. Bei den Indianern Nordamerikas ist beispielsweise der Rabbit Stick bekannt.                                             |
| Leonile                                                                | Aboriginies                                                      |              | Holz                                          | Die Leonile (auch Bendi, Liangel, Langel, Langeel) ist eine Wurf- und Schlagwaffe der australischen Aborigines, die in den Provinzen Victoria, New South Wales und Queensland benutzt wird. |
| Lil-lil                                                                | Aboriginies (Provinz Victoria)                                   |              | Holz                                          | ine Lil-lil (auch Bunji-jul, Bol-lair, Li-lil) ist eine als Waffe zur Jagd und zum Nahkampf entwickelte Wurfkeule der Aborigines in der Provinz Victoria. |
| Molotowcocktail                                                        | zuerst Finnen im Finnischen Winterkrieg, dann weltweit           |              | Glas, verschiedenste Substanzen               | Molotowcocktail, auch Brandflasche oder Benzinbombe, abgekürzt häufig auch Molli genannt, ist eine Sammelbezeichnung für eine Vielzahl einfacher Wurfbrandsätze, wie sie bei Aufständen, Krawallen, Straßenschlachten, in Guerillakriegen oder zur Verübung von Brandanschlägen verwendet werden. |
| Nagegama                                                               | Japaner                                                          |              | Stahl                                         | Die Nagegama (jap. 投げ鎌, dt. „Wurfsichel“) ist eine Hiebwaffe und eine Wurfwaffe aus Japan. |
| Pilum                                                                  | Römische Armee, Samniten                                         |              | Holz, Leder, Metall                           | Das Pilum (Plural: Pila) war ein Wurfspeer und die typische Fernwaffe des Legionärs der römischen Armee. Die Spitze war so konstruiert, dass sie sich beim Eindringen verbog, um nicht vom Feind wiederverwendet werden zu können. |
| Plumbata                                                               | Römer                                                            |              | Holz und Metall                               | Wurfpfeil, der in der römischen Legion verwendet wurde. |
| Quirriang-an-wun                                                       | Aboriginies                                                      |              | Holz                                          | Der Quirriang-an-wun ist ein Wurfholz und eine Keule aus Australien. |
| Rabbit Stick                                                           | Nordamerikanische Indianer                                       |              | Holz                                          | Der Rabbit Stick (deutsch Hasenstock; Plural: Rabbit Sticks, auch in der Schreibung Rabbit-sticks) ist ein gekrümmtes Wurfholz aus Nordamerika. |
| Schefflineisen                                                         | Europa                                                           |              | Metall, Holz                                  | Das Schefflineisen (auch Schefflin, Archegaie, Javelot, Gabelo oder Zagaye) ist ein mittelalterlicher, europäischer Wurfspieß des 13. Jahrhunderts. |
| Shuriken                                                               | Japan                                                            |              | Metall                                        | Ein Shuriken [ɕɯ.ɺi.keɴ] (jap. 手裏剣 shuriken, versteckte Handklinge) ist eine kurze japanische Wurfwaffe. Im allgemeinen Sprachgebrauch sind sie auch als Wurf- oder Ninja-Sterne bekannt, obwohl sie in vielen verschiedenen Formen auftreten. In der Populärkultur gelten diese Waffen als Markenzeichen der Ninja. Ob diese Vorstellung historisch richtig ist, ist ungeklärt. |
| Soliferrum                                                             | Römer                                                            |              | Metall und Holz                               | Der Soliferrum war ein spanischer Speer, der später auch von den Römern genutzt wurde. |
| Speer                                                                  | weltweit                                                         |              | Holz, Metall, Kunststoff                      | Der Speer (auch Wurfspieß) ist eine zu den Stangenwaffen zählende Wurf- und Stichwaffe, die aufgrund ihrer Konstruktion besonders gut zum Werfen geeignet ist. Die Schöninger Speere sind die ältesten vollständig erhaltenen Jagdwaffen der Welt. |
| Spiculum (Waffe)                                                       | Römer                                                            |              | Metall und Holz                               | Das Spiculum (Plural Spicula) war ein Speer, der in der Spätantike von der römischen Legion verwendet wurde. |
| Stein                                                                  | weltweit                                                         |              | Stein                                         | Ein Stein ist ein kompaktes Objekt aus Mineralien oder Gestein |
| Sturmspieß                                                             | Europa                                                           |              | Metall, Holz, Schwarzpulver                   | Als Sturmspieß, auch Sturmstange (französisch (le) Baton aù feu) bzw. Feuer- (französisch (le) Baton de flame) oder Pechlanze werden Spieße bezeichnet, die als Brandwaffe bei der Belagerung und Erstürmung von Städten und Befestigungen verwendet wurden. |
| Tomahawk                                                               | Europäische Siedler in Nordamerika, Indianer                     |              | Metall, Stein, Holz                           | Der Tomahawk ist eine Streitaxt verschiedener indianischer Stämme. Er wurde aber auch von den europäischen Einwanderern in Neuengland als Waffe und Werkzeug genutzt. |
| Valai Tade                                                             | Indien                                                           |              | Holz                                          | Der Valai Tade (Tamil வளைதடி für gebogener Stock, auch Valari (வளரி), Katariya, Bira Jungee) ist ein Bumerang aus Indien. |
| Verutum                                                                | Römer                                                            |              | Metall und Holz                               | Das Verutum (pl. Veruta), auch Verriculum, war ein kurzer Speer in der römischen Legion. Der Name kommt aus dem Lateinischen und heißt so viel wie „Spieß“ |
| Waddy                                                                  | Aboriginies                                                      |              | Holz                                          | Ein Waddy, das auch als nulla nulla oder als hunting stick von den Aborigines Australiens bezeichnet wird, ist eine Keule. Die hölzerne Keule der Aborigines wurde kriegerisch, zeremoniell, zur Jagd oder als Alltagsgegenstand verwendet. |
| Watilikiri                                                             | Aboriginies                                                      |              | Holz                                          | Der Watilikiri oder Watilikri, auch beaked boomerang genannt, ist ein Bumerang aus Australien. |
| Woshele                                                                | Afrika                                                           |              | Metall                                        | Woshele bezeichnet einen Typ afrikanischer Wurfmesser. |
| Wurfbeil                                                               | Europa                                                           |              | Metall und Holz                               | Das Wurfbeil ist eine der Streitaxt ähnliche Wurfwaffe des Spätmittelalters und der Renaissance. |
| Wurfholz                                                               | weltweit                                                         |              | Holz                                          | Ein sich im Flug drehendes Holz, welches geworfen wird. |
| Wurfmesser                                                             | weltweit                                                         |              | Metall                                        | Ein Wurfmesser ist eine Wurfwaffe, die durch eine spezielle Formgebung und eine genaue Gewichtsverteilung dazu konstruiert ist, gezielt geworfen zu werden. |
| Wurfkreuz                                                              | Deutscher Raum                                                   |              | Metall                                        | Das Wurfkreuz ist eine mittelalterliche Schlag- Stich- und Wurfwaffe. |
| Wurfstock                                                              | Europa                                                           |              | Holz                                          | Steinzeitliche Version eines Wurfholzes, siehe Wurfstöcke von Schöningen |